# 西北旺天主堂

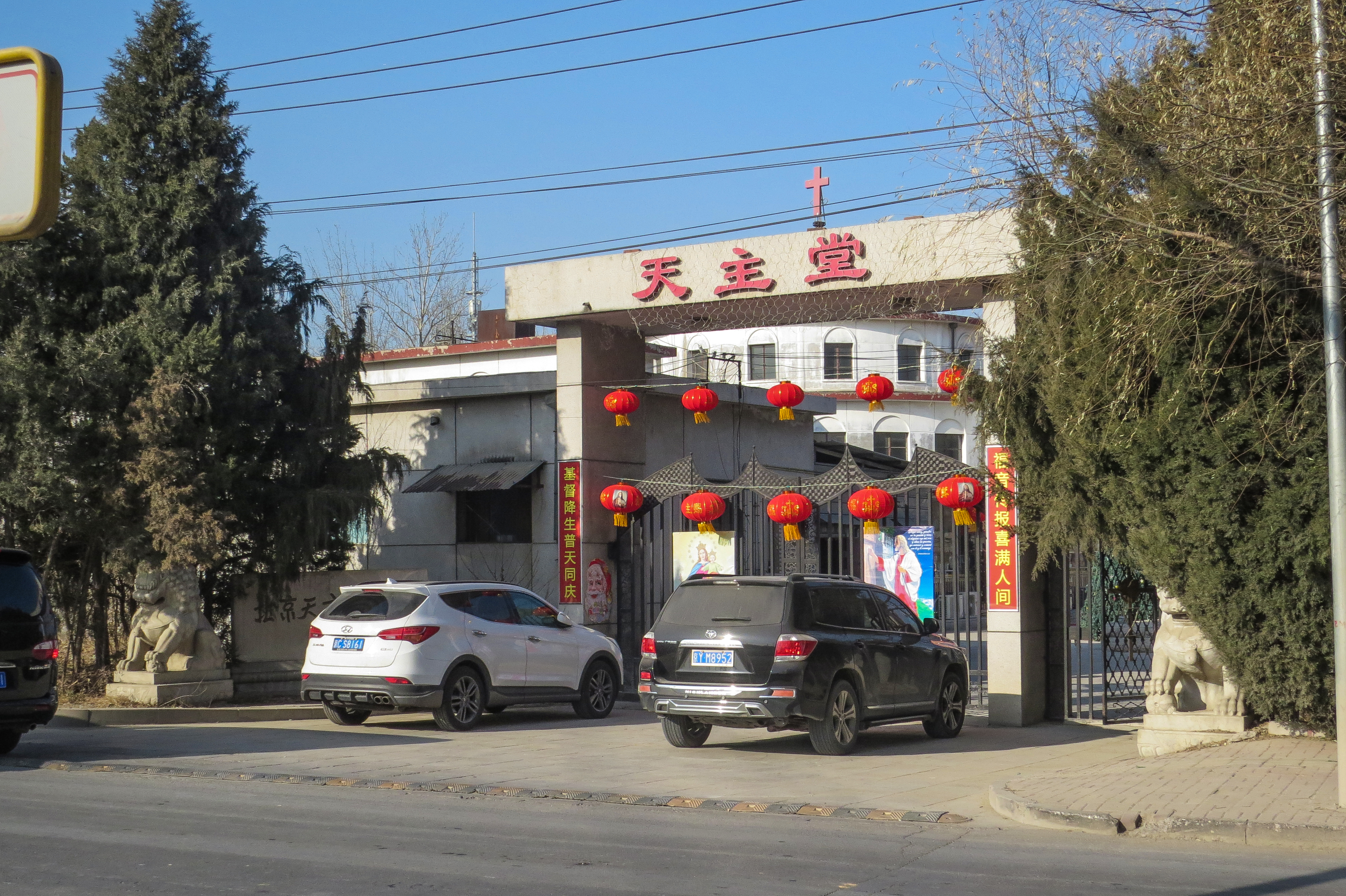
西北旺天主堂位于西北旺北路与永丰路交叉口东北角

西北旺天主堂，全名天主教北京教区西北旺圣若瑟堂，位于北京市海淀区西北旺地区永丰路，隶属天主教北京教区。

## 简介
西北旺天主堂的前身是西北旺祈祷所（西北旺弥撒点）。2008年5月，西北旺祈祷所正式成立。历经孙徐生、张芝茂两位本堂神父，每主日上午9时举办弥撒。西北旺祈祷所利用北京天主教陵园原会客室作为弥撒场地，起初可容60人左右。到2013年，主日弥撒参加者已经超过150人。2013年，在北京教区主教李山和北京教区的关怀下，经张芝茂神父具体指导，全体教友完成了小圣堂的扩建工作。经过扩建的小圣堂可容200人。2013年5月西北旺祈祷所（弥撒点）成立五周年之际，全体西北旺教友与各方神长教友聚集在西北旺圣若瑟堂，举办庆祝活动和感恩弥撒。2016年7月2日，西北旺圣若瑟堂举行开堂典礼。2016年11月26日，海淀区天主教第三次代表会议召开，来自正福寺教堂、后八家教堂、西北旺弥撒点、白家疃弥撒点的教友代表和教职人员共80人参加。

## 主任司铎
1. 孙徐生神父（2008年—2011年）
2. 张芝茂神父（2011年2月—2020年8月）[4]
3. 宋占军神父   (2020年8月~)